# Voor de rest van je leven
Voor de rest van je leven is een spelshow op de Nederlandse televisiezender RTL 4 gepresenteerd door Daan Schuurmans. Het programma is bedacht door Dick de Rijk, ook de bron achter Deal or No Deal.
In deze spelshow draait alles om geluk en de goede beslissing nemen.

## Het spel

### Eerste ronde
In de eerste ronde moet de kandidaat een bedrag kiezen wat hij of zij voor een aantal maanden kan krijgen. Het hoogste bedrag is €2250,-

### Tweede ronde
De kandidaat heeft ook iemand meegenomen waarmee hij of zij een band heeft. Deze wordt opgesloten in een geluidsdichte cel. De kandidaat moet nu bepalen in deze ronde hoelang hij of zij het gekozen bedrag uit de eerste ronde krijgt, dit kan zijn van 1 maand tot de rest van zijn leven. De persoon in de geluidsdichte cel kan na elke beurt kiezen om te stoppen of toch nog door te gaan.

## Kijkcijfers
| Datum         | Aantal kijkers | madl |
| ------------- | -------------- | ---- |
| 24 maart 2007 | 659.000        | 9.7% |
| 30 maart 2007 | 608.000        | 9.4% |
| 6 april 2007  | 511.000        | 7.7% |
| 13 april 2007 | 369.000        | 6.3% |
| 20 april 2007 | 403.000        | 6,8% |
| 27 april 2007 | 357.000        | 6.6% |
| 3 mei 2007    | onbekend       | -    |
| 10 mei 2007   | 331.000        | 4.9% |

## Onjuistheden
Het is onjuist dat het in de eerste ronde gekozen bedrag echt voor het hele leven gewonnen kan worden. Onderzoek wijst uit dat dit maximaal 50 jaar is. Stel dat de kandidaat €2200,- als startbedrag heeft gekozen, dan is het hoogst mogelijke bedrag te winnen €1.320.000,-. Dit stemt dan overeen met de eerder genoemde 50 jaar: ((1.320.000/2200)/12 = 50).